# Bodajk
Bodajk es una ciudad del distrito de Mór, en el condado de Fejér, Hungría. Bodajk obtuvo el estatus de ciudad el 1 de julio de 2008.